# Weltklang
Weltklang es un proyecto de música electrónica procedente de Alemania que se formó en 1980.
Sus miembros actuales son Thomas Voburka y René Steuns.

## Historia
Weltklang se formó en Alemania Oriental en la ciudad de Schwerin, en la RDA (República Democrática de Alemania) en 1980.
El principal compositor y líder de Weltklang es Thomas Voburka, el cual fundó también el sello musical  Exil-System en 1979.
Weltklang es un grupo particularmente reconocido por su densa y clásica pista Minimal wave titulada “VEB Heimat”,  la cual fue grabada originalmente en 1980.

## "VEB Heimat"
La primera grabación de Weltklang fue el sencillo 7” que contenía “VEB Heimat/Hoffnung / Sehnsucht??” el cual fue lanzado en 1980.
Inspirados por el rápido éxito de la Neue Deutsche Welle y por la subcultura Punk y la actitud DIY (Hazlo Tú Mismo), Voburka eliminó toda la ornamentación superflua y pulió su música, usando estructuras minimalistas en sus composiciones. En "VEB Heimat" por ejemplo, tan sólo utilizó una simple línea de sintetizador Roland SH09  y un viejo sintetizador analógico y monofónico Roland Corporation classic SH-series.
El tema está basado en una minimalista secuencia de bajo y unos destructivos arreglos que se salen de lo convencional. A esto le hemos de sumar la pista de voz dónde un furioso Vorbuka, repite reiteradamente una parte del himno nacional de Austria, el Land der Berge, Land am Strome.
Se ha de tener en cuenta que la primera mitad del título del tema “VEB Heimat” hace referencia a la expresión socialista "Volkseigener Betrieb" (un espacio de trabajo propiedad del estado en la República Democrática de Alemania) y la segunda palabra que lo compone “Heimat” es difícilmente traducible del alemán, pero sería comparable a la palabra "Patria" en español.

## Respuesta
Sin lograr un gran éxito tras su lanzamiento, el sonido único y futurista de “VEB Heimat” hizo que se convirtiera en un tema de culto a nivel internacional, particularmente en la escena del Minimal wave y del Minimal Electro.
Hoy en día Weltklang es visto como un clásico dentro de la música electrónica, y para muchos DJs y músicos “VEB Heimat”  se ha convertido en un tema que les ha influido en su obra.
Weltklang  ha sido mencionado como referencia por muchos artistas cómo DJ Hell or  Óptimo (Espacio). En 2003 por ejemplo, 23 años después de la grabación original  "VEB Heimat" estuvo en la lista de los top 3 de DJ Hell de ese año.
Aunque la grabación original es de 1980 “Veb Heimat” ha sido incluida en numerosas ocasiones en álbumes recopilatorios. Al margen de su integración en estos álbumes como 80's Minimal Electronics (Volume 1), Return Of Flexi-Pop 3 (Tribute To Flexi-Pop 13) y The Call Of The Banshees, en 2003 Veb Heimat se usó como canción que abría la famosa compilación New Deutsch de DJ Hell la cual fue grabada en International DeeJay Gigolo Records.

## 2004-presente
Con ocasión del 25 Aniversario de Weltklang en 2004 Voburka decidió reformar el proyecto, e incluyó al productor, programador e ingeniero de sonido afincado en Londres René Steuns.
Desde entonces Weltklang ha producido numerosas remezclas para diferentes artistas como Aeronáutica, Alter Ego, Asmodeus X, Fall Of Saigon, Kinder Aus Asbest, Mono 45UPM, P1/e, Plastic Japanese Toys, Soldout y Sonnenbrandt así como el oscuro álbum recopilatorio "Liebesgrüsse aus Ost-Berlin". No tan solo por su material original, sino también por todas estas remezclas Weltklang ha mantenido su sonido minimalista y su enfoque deconstructivo, junto a su espíritu DIY.

## En el escenario
A partir de 2005, se ha podido ver a Thomas Voburka y René Steuns en los escenarios, con esta formación Weltklang ha actuado alrededor de Europa con un fuerte apoyo de la crítica en países como Bélgica, Alemania, Suecia y más recientemente en Ucrania.

## Discografía
Álbumes:
| Release                                       | Format | Label       | Year |
| --------------------------------------------- | ------ | ----------- | ---- |
| Weltklang - Veb Heimat / Hoffnung Sehnsucht?? | 7"     | Exil-System | 1980 |
| Weltklang - Exil-System Remixed               | 12"    | Pripuzzi    | 2005 |
| Weltklang - Veb Heimat (Demo)                 | 7"     | VOD         | 2007 |

Remezclas:
| Release                        | Track                                           | Format | Label            | Year |
| ------------------------------ | ----------------------------------------------- | ------ | ---------------- | ---- |
| Liebesgrüsse Aus Ost-Berlin    | Mono 45UPM - Romance Adieu (Weltklang Remix)    | 12"    | Exil-System      | 2006 |
| A Dark Wave From The Black Sea | Aeronáutica - Rocket Bomb (Weltklang Remix)     | CD     | Exil-System      | 2007 |
| The Greater Key                | Asmodeus X – Typhoon (Weltklang Remix)          | CD     | Latex Records    | 2008 |
| Classic Electro                | P1/E – 49 Second Dance (Weltklang Remix)        | CD     | Electro Emotions | 2008 |
| Classic Electro                | Mono 45UPM – Romance Adieu (Weltklang Remix)    | CD     | Electro Emotions | 2008 |
| Classic Electro                | Kinder aus Asbest – Hey Engel (Weltklang Remix) | CD     | Electro Emotions | 2008 |
| Classic Electro                | Sonnenbrandt – Entweder/Oder (Weltklang Remix)  | CD     | Electro Emotions | 2008 |

Canciones en recopilatorios:
| Release                         | Track                                                   | Format | Label                       | Year |
| ------------------------------- | ------------------------------------------------------- | ------ | --------------------------- | ---- |
| Call Of The Banshee             | Weltklang - VEB Heimat                                  | CD     | Sub Terranean               | 1994 |
| Deutsch Magazine (By Terranova) | Weltklang - VEB Heimat                                  | CD     | -                           | 2003 |
| New Deutsch                     | Weltklang - VEB Heimat                                  | 2LP    | International Deejay Gigolo | 2003 |
| New Deutsch                     | Weltklang - VEB Heimat                                  | CD     | International Deejay Gigolo | 2003 |
| The Japanese Gigolo Inferno     | Weltklang - VEB Heimat                                  | 2CD    | Music Mine Inc.             | 2003 |
| Exil-System 1979-2004           | Weltklang - Hoffnung / Sehnsucht??                      | 2LP    | VOD                         | 2004 |
| Exil-System 1979-2004           | Weltklang - 49 Second Dance                             | 2LP    | VOD                         | 2004 |
| Exil-System 1979-2004           | Weltklang - VEB Heimat                                  | 2LP    | VOD                         | 2004 |
| Liebesgrüsse Aus Ost-Berlin     | Weltklang - VEB Heimat                                  | 12"    | Exil-System                 | 2006 |
| Classic Electro                 | Weltklang - VEB Heimat                                  | CD     | Electro Emotions            | 2008 |
| Classic Electro                 | Weltklang - Visions                                     | CD     | Electro Emotions            | 2008 |
| Classic Electro                 | Weltklang - VEB Heimat (Simon Colon Mix)                | CD     | Electro Emotions            | 2008 |
| Classic Electro                 | Weltklang - Auferstanden aus Ruinen (Aeronáutica Remix) | CD     | Electro Emotions            | 2008 |

Caras-B:
| Release                            | Track                              | Format | Label     | Year |
| ---------------------------------- | ---------------------------------- | ------ | --------- | ---- |
| Return Of Flexi-Pop Vol. 3         | Weltklang - Hoffnung / Sehnsucht?? | CD     | Flexi-Pop |      |
| 80's Minimal Electronics, Volume 1 | Weltklang - VEB Heimat             | LP     | -         |      |